# Frankenau (Mittweida)
Frankenau ein Ortsteil der Großen Kreisstadt Mittweida im Landkreis Mittelsachsen. Er wurde am 1. Januar 1996 eingemeindet.

## Geografie
Frankenau liegt im Mittelsächsischen Hügelland. Durch den Ort fließt der Frankenauer Bach, der in den Erlbach entwässert. Dieser wiederum mündet beim Seelitzer Ortsteil Biesern in die Zwickauer Mulde. Durch Frankenau verläuft der Lutherweg Sachsen.

### Nachbarorte
| Thalheim        | Erlau                                       |           |
| Topfseifersdorf | Kompassrose, die auf Nachbargemeinden zeigt | Mittweida |
| Königshain      | Altmittweida                                |           |

## Geschichte

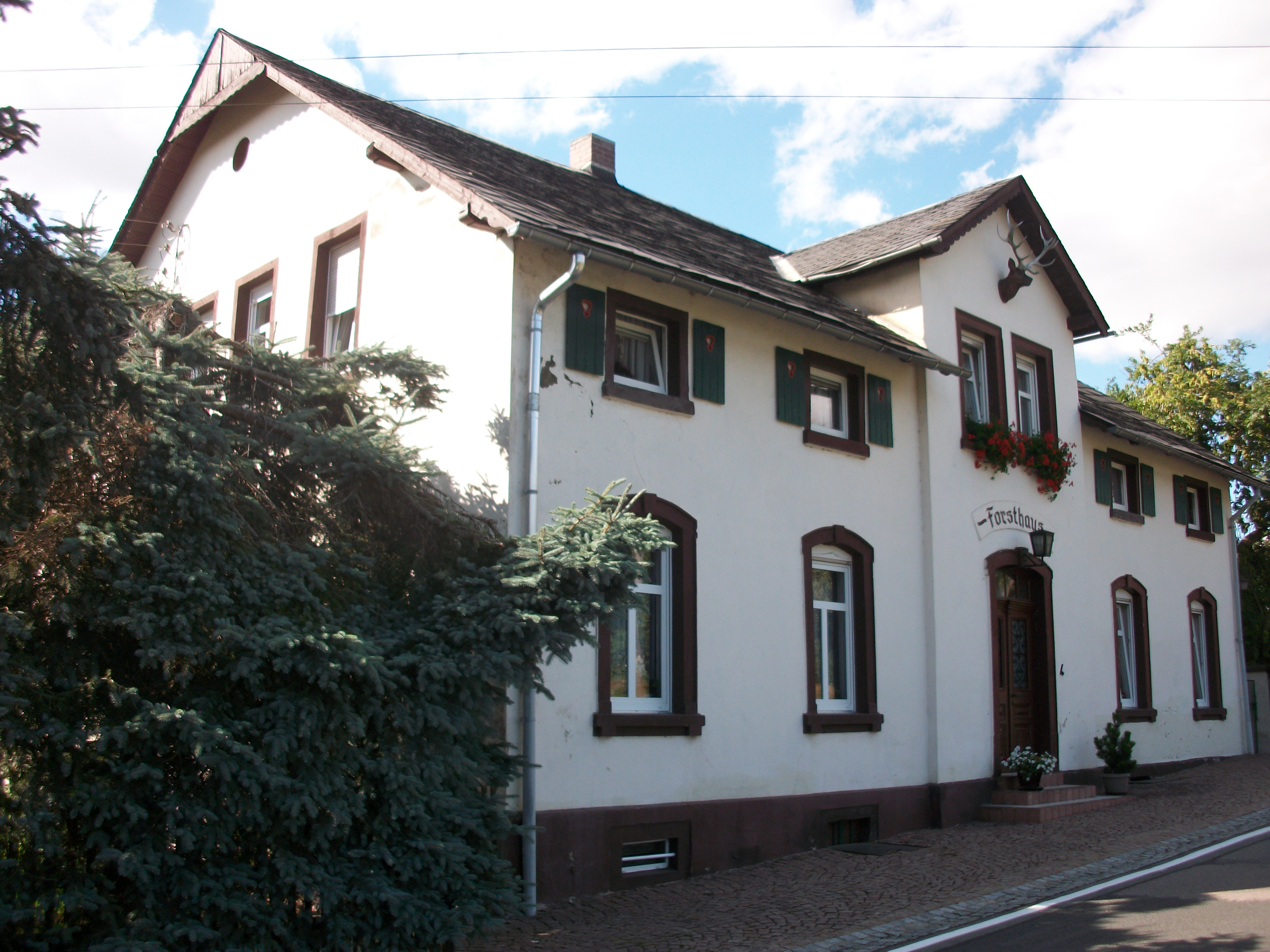
Frankenau, Forsthaus

Im Jahr 1350 wird das Waldhufendorf erstmals in einer Urkunde als Franckinowe beziehungsweise Frankenow erwähnt. Der Ortsname bedeutet die von Franken bewohnte Siedlung in der Aue.
Der Ortsname weist auf die Herkunft der Bauern, die ca. 200 Jahre vorher das Land urbar machten.
Bis in die Mitte des 19. Jahrhunderts gehörte Frankenau mit Ober- und Erbgerichten samt dem Kirchlein zum Rittergut Neusorge. Um 1548 lag Frankenau als Teil der Herrschaft Neusorge noch im kursächsischen Amt Rochlitz. Nachdem die Herrschaft Neusorge im Jahr 1610 dem Amt Augustusburg angegliedert wurde, gehörten Frankenau und sein Nachbarort Ober-Thalheim als Exklaven zu diesem. Ab 1832 kamen sie zum Amt Frankenberg-Sachsenburg. Um 1850 baute man im Frankenau Sand und Kies, Kaolinerde, Ton und Jungbraunkohle ab. Nach 1850 wurde eine Tonfabrik errichtet. Dadurch verlor Frankenau seinen dörflichen Charakter.
Bei den im 19. Jahrhundert im Königreich Sachsen durchgeführten Verwaltungsreformen wurden die Ämter aufgelöst. Frankenau und Ober-Thalheim kamen 1856 unter die Verwaltung des Gerichtsamts Mittweida. 1875 wurde Frankenau der Verwaltung der Amtshauptmannschaft Rochlitz unterstellt. Durch die zweite Kreisreform in der DDR kam die Gemeinde Frankenau im Jahr 1952 zum Kreis Rochlitz im Bezirk Chemnitz (1953 in Bezirk Karl-Marx-Stadt umbenannt). Am 1. Januar 1974 erfolgte die Eingemeindung von Thalheim. Im Jahr 1990 kam die Gemeinde Frankenau zum sächsischen Landkreis Rochlitz, der 1994 im Landkreis Mittweida aufging.
Durch die Eingemeindung Frankenaus in die Stadt Mittweida sind Frankenau und Thalheim seit dem 1. Januar 1996 Ortsteile von Mittweida. Sie besitzen seitdem einen gemeinsamen Ortschaftsrat. Seit 2008 gehört die Stadt Mittweida mit ihren Ortsteilen zum neu gebildeten Landkreis Mittelsachsen.

### Entwicklung der Einwohnerzahl
| Jahr    | Einwohnerzahl                                |
| ------- | -------------------------------------------- |
| 1548/51 | 39 besessene Mann, 89 Inwohner, 33 3/4 Hufen |
| 1764    | 40 besessene Mann, 29 Häusler, 31 Hufen      |
| 1834    | 534                                          |
| 1871    | 706                                          |

| Jahr | Einwohnerzahl |
| ---- | ------------- |
| 1890 | 846           |
| 1910 | 856           |
| 1925 | 852           |
| 1939 | 851           |

| Jahr | Einwohnerzahl |
| ---- | ------------- |
| 1946 | 1212          |
| 1950 | 1131          |
| 1964 | 865           |
| 1990 | 933           |

| Jahr | Einwohnerzahl |
| ---- | ------------- |
| 2014 | 690           |
| 2020 | 658           |

## Politik
Der Ortschaftsrat Frankenau-Thalheim wurde zuletzt 2024 gewählt und besteht aus sieben Mitgliedern.

## Kultur

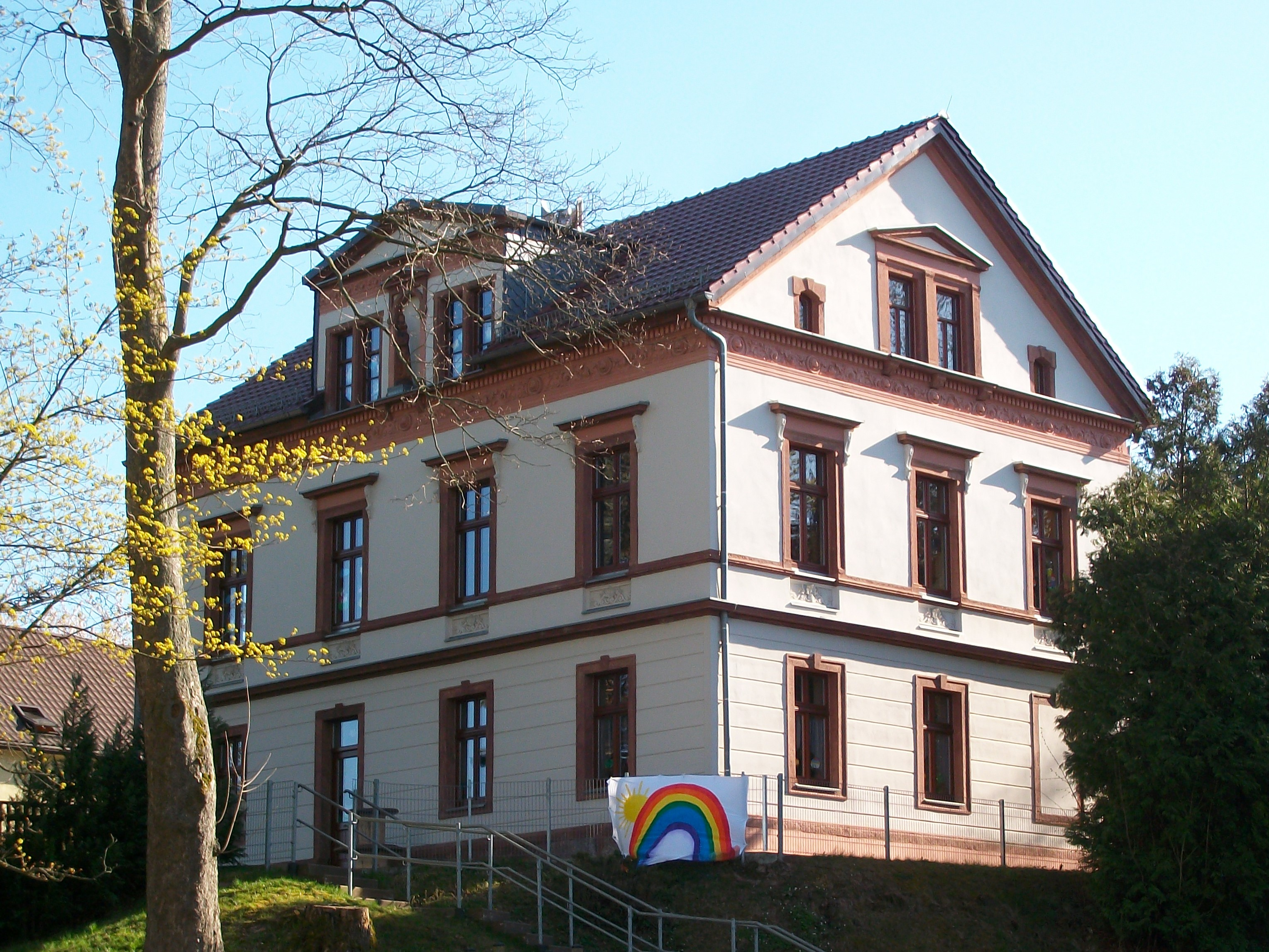
Kindervilla Krokuswiese in Frankenau

### Religion
Die Kirchgemeinde Frankenau, in die auch Ober-Thalheim gepfarrt ist, gehört zum Evangelisch-lutherischen Kirchspiel Seelitz.

### Bildung
Die erste Frankenauer Schule wurde 1844 als Kirchschule errichtet. Nachdem im Jahr 1884 der Anbau errichtet worden war, entstand 1896 der Seitenflügel. Unterrichtet wurden zu dieser Zeit Schüler aus Frankenau und Ober-Thalheim. Im Jahr 1930 wurde die Bildungseinrichtung eine Volksschule, im Jahr 1959 eine Polytechnische Oberschule. Die zehnte Klasse wurde 1969 eingerichtet. 1979 erhielt die Schule den Namen „Otto Auerswald“. In ihr lernten Schüler aus Frankenau, Thalheim, Topfseifersdorf, Zschoppelshain und Winkeln. Nach 1990 bestand die Schule zunächst als Realschule fort. 1992 erfolgte die Umwandlung in eine Grundschule. Mit dem Schuljahr 2003/2004 wurde sie wegen mangelnder Schülerzahlen geschlossen und Anfang 2013 abgerissen. Am einstigen Standort erinnert eine Informationstafel an ihre Geschichte. Die Grundschüler sind seitdem in die Grundschule in Altmittweida eingeschult. Im Ort gibt es nur noch einen Kindergarten.

## Sehenswürdigkeiten
Die Frankenauer Kirche besitzt eine Glocke aus dem Jahre 1565. Ihr Schnitzaltar stammt aus der Dorfkirche von Gröbern bei Borna.